# Miłków (Basse-Silésie)
Pour les articles homonymes, voir Miłków.
Miłków est une localité polonaise de la gmina de Podgórzyn, située dans le powiat de Jelenia Góra en voïvodie de Basse-Silésie.